# Humbert humberti
Humbert humberti är en stekelart som beskrevs av David B. Wahl och Sime 2002. Humbert humberti ingår som enda art i släktet Humbert och familjen brokparasitsteklar. Inga underarter finns listade i Catalogue of Life.